# Dobrowlany (rejon drohobycki)
Dobrowlany (ukr. Добрівляни, Dobriwlany) – wieś w rejonie drohobyckim obwodu lwowskiego, założona w 1860 r. W II Rzeczypospolitej miejscowość była siedzibą gminy wiejskiej Dobrowlany. Wieś liczy 1267 mieszkańców.
Znajduje tu się przystanek kolejowy Dobrowlany, położony na linii Stryj – Sambor. Dawniej była to stacja kolejowa Galicyjskiej Kolei Transwersalnej.